# Lista de finais de tetraplegia em duplas do tênis nos Jogos Paralímpicos
Esta é a lista de finais de tetraplegia em duplas do tênis nos Jogos Paralímpicos de Verão.

## Por ano

### Disputa pela medalha de ouro
| Ano  | Cidade-sede    | Medalhistas de ouro                  | Medalhistas de prata                   | Resultado     |
| ---- | -------------- | ------------------------------------ | -------------------------------------- | ------------- |
| 2024 | Paris          |                                      |                                        |               |
| 2020 | Tóquio         | AUS Dylan Alcott AUS Heath Davidson  | NED Sam Schröder NED Niels Vink        | 6–4, 6–3      |
| 2016 | Rio de Janeiro | AUS Dylan Alcott AUS Heath Davidson  | USA Nicholas Taylor USA David Wagner   | 4–6, 6–4, 7–5 |
| 2012 | Londres        | USA Nicholas Taylor USA David Wagner | GBR Andrew Lapthorne GBR Peter Norfolk | 6–3, 5–7, 6–2 |
| 2008 | Pequim         | USA Nicholas Taylor USA David Wagner | ISR Boaz Kramer ISR Shraga Weinberg    | 6–0, 4–6, 6–2 |
| 2004 | Atenas         | USA Nicholas Taylor USA David Wagner | GBR Mark Eccleston GBR Peter Norfolk   | 6–4, 6–1      |

### Disputa pela medalha de bronze
| Ano  | Cidade-sede | Medalhistas de bronze                  | Quarto lugar                                   | Resultado      |
| ---- | ----------- | -------------------------------------- | ---------------------------------------------- | -------------- |
| 2024 | Paris       |                                        |                                                |                |
| 2020 | Tóquio      | JPN Mitsuteru Moroishi JPN Koji Sugeno | GBR Antony Cotterill GBR Andy Lapthorne        | 7–5, 3–6, 7–5  |
| 2012 | Londres     | ISR Noam Gershony ISR Shraga Weinberg  | JPN Shota Kawano JPN Mitsuteru Moroishi        | 6–3, 6–1       |
| 2008 | Pequim      | GBR Jamie Burdekin GBR Peter Norfolk   | NED Dorrie Timmermans-Van Hall NED Bas van Erp | 46–7, 7–5, 6–1 |
| 2004 | Atenas      | NED Monique de Beer NED Bas van Erp    | CAN Brian McPhate CAN Sarah Hunter             | 6–3, 6–1       |

## Estatísticas

### Medalhas por país
| Ordem | País               | Medalha de ouro | Medalha de prata | Medalha de bronze |   |
| ----- | ------------------ | --------------- | ---------------- | ----------------- | - |
| 1     | USA Estados Unidos | 3               | 1                |                   | 4 |
| 2     | AUS Austrália      | 2               |                  |                   | 2 |
| 3     | GBR Grã-Bretanha   |                 | 2                | 2                 | 4 |
| 4     | ISR Israel         |                 | 1                | 1                 | 2 |
| 5     | JPN Japão          |                 |                  | 1                 | 1 |
|       | NED Países Baixos  |                 |                  | 1                 | 1 |

### Múltiplos medalhistas
| Ordem | País                 |   |   |   |   |
| ----- | -------------------- | - | - | - | - |
| 1     | USA Nicholas Taylor  | 3 | 1 | 0 | 4 |
| 1     | USA David Wagner     | 3 | 1 | 0 | 4 |
| 3     | AUS Dylan Alcott     | 2 | 0 | 0 | 2 |
| 3     | AUS Heath Davidson   | 2 | 0 | 0 | 2 |
| 5     | GBR Peter Norfolk    | 0 | 2 | 1 | 3 |
| 6     | GBR Andrew Lapthorne | 0 | 1 | 1 | 2 |
| 7     | ISR Shraga Weinberg  | 0 | 1 | 1 | 2 |
| 7     | GBR Jamie Burdekin   | 0 | 0 | 2 | 2 |